# Yoshiyuki Matsuoka
Yoshiyuki Matsuoka, född den 6 mars 1957 i Hyōgo prefektur, Japan, är en japansk judoutövare.
Han tog OS-guld i herrarnas halv lättvikt i samband med de olympiska judotävlingarna 1984 i Los Angeles.